# Havre
Pour les articles homonymes, voir Havre (homonymie).
En langage maritime, un havre a deux sens :
1. Une crique ou une baie donnant sur la mer et  constituant un  mouillage sûr pour les bateaux de passage quelles que soient les conditions de mer et de vent ;
2. Un port côtier naturel plus ou moins refermé présentant par tout temps un abri sûr pour les bateaux amarrés[1] ; le sens métaphorique d'abri est plus fréquent aujourd'hui (un havre de paix).

Du temps de la marine à voile, les principaux havres ont donné naissance à des ports de commerce, comme Le Havre de Grâce, Copenhague ou New Haven, dont l'étymologie témoigne encore de cette origine ancienne.
La Côte des Havres sur le rivage ouest du Cotentin regroupe huit havres qui sont des estuaires, chacun partiellement fermé par des flèches sableuses.
Au sens figuré, un havre est un refuge : 
- Un havre de paix est un endroit tranquille et calme.

## Étymologie
Le mot havre serait issu du moyen néerlandais haven qui signifie « port », d'après la plupart des dictionnaires étymologiques,. 
Cependant, cette origine est contestée. En effet les attestations précoces du mot dans un contexte normand ou anglo-normand ne militent pas en faveur de l'hypothèse néerlandaise, ainsi que la forme dialectale hable. Il s'agit plutôt d’un emprunt à l'ancien scandinave hǫfn (génitif hafnar) ou hafn ou vieux danois hafn (> danois, norvégien havn).